# Osztrák gőzgombóc
Az osztrák gőzgombóc (Germknödel [ˈɡɛɐ̯mˌknøːdl̩] az osztrák németben) egy puha élesztős tésztából készült gombóc (knödel), amely fűszeres szilvaízzel van töltve, és olvasztott vajjal, valamint mák és cukor keverékével van megszórva. Időnként – bár kevésbé hagyományosan – vaníliás krémmel is tálalják. Az édesség Ausztria és Bajorország kulináris specialitása. A fogást mind desszertként, mind főételként felszolgálják.
Általában gömb alakú vagy zsemle formájú desszert. Az édesség fő összetevője egy cukorral és zsírral (általában vajjal) dúsított élesztős tészta. A gombócot Powidllel, egy szegfűszeggel és fahéjjal ízesített édes szilvalekvárral töltik meg. Dél-Csehországban létezik egy változat (kynuté borůvkové knedlíky), amely áfonyát használ a töltelékhez, és reszelt túrót a szóráshoz. A gombócot gőzölés után forrón tálalják, vagy olvasztott vajjal, vagy vaníliaszósszal, és tetejére őrölt mákot és cukrot szórnak.
Az osztrák Germknödel (ahol a "Germ" kifejezetten osztrák szó az élesztőre) és a nagyon hasonló német Dampfnudeln közötti különbség az, hogy a Dampfnudeln töltelék nélküli, valamint néhány régióban sós vízben is megfőzhető vagy gőzölhető, és sós köretként is tálalható. Ezzel szemben a bajor Dampfnudeln és az osztrák Germknödel kis mennyiségű tej és vaj keverékében gőzölt (és a főzés végén, amint a tej elpárolgott, enyhén meg is sül), és mindig édes ételként szolgálják fel.

## Fordítás
Ez a szócikk részben vagy egészben  a   Germknödel című angol Wikipédia-szócikk ezen változatának fordításán alapul.  Az eredeti cikk szerkesztőit annak laptörténete sorolja fel. Ez a jelzés csupán a megfogalmazás eredetét és a szerzői jogokat jelzi, nem szolgál a cikkben szereplő információk forrásmegjelöléseként.

## Kapcsolódó szócikk
- Gőzgombóc